# Gisuboran

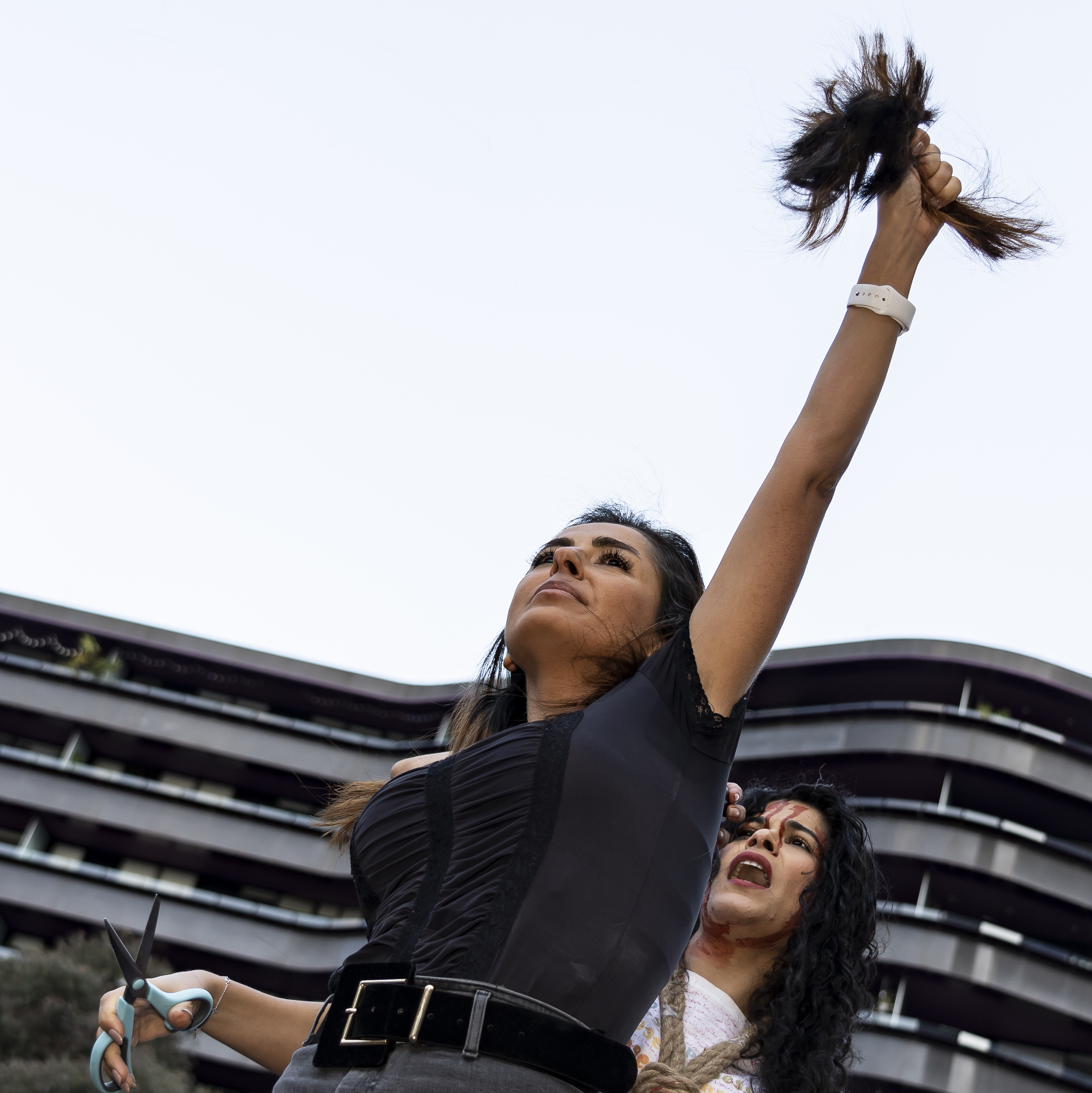
Corte de cabelo - Solidariedade com os protestos iranianos na Austrália

Gisuborān, que significa corte de cabelo ( persa :گیسوبران), é um dos rituais de luto na cultura iraniana. Este ritual intensifica o estado triste e emocional do luto. Em 2022, as mulheres iranianas, a que se juntaram mais tarde mulheres de outros países, usaram o corte de cabelo como protesto contra o tratamento dado às mulheres no Irão. A BBC incluiu como uma das suas 100 mulheres em 2022 uma mulher desconhecida e solidária a cortar o cabelo. 

## Na literatura Persa
Em Shahnameh, escrito por Ferdowsi, Farangis cortou o cabelo por causa da morte injusta do seu marido, chamado Siauascis.
Este ritual também foi referido na poesia de Hafez, Khaghani e Salman Savaji.
Os escritores modernos, tais como Simin Daneshvar, têm usado este ritual nas suas metáforas. No livro Savushun, a autora descreve uma árvore chamada "árvore Gisu" (Gisu significa cabelo), em que muitas mulheres cortaram o seu cabelo e o penduraram nesta árvore.

## Na cultura de etnia iraniana
Este ritual está vivo na cultura do povo de Bakhtiari. As mulheres Bakhtiari cortam o cabelo dos mais velhos durante a cerimónia de luto e pisam o cabelo a caminho do cemitério (para enterrar os mortos). O povo de Bakhtiari chama a este ritual Pal Borun. Pal significa "cabelo comprido" e borun (cognato com boran em persa) significa "cortar". Existem poemas para recitar durante esta cerimónia.
Os Curdos do Irão e os Lors iranianos, que lhes são próximos, conhecem este ritual pelo nome de Chamar. O cadáver é colocado numa tenda, e enfeitam um cavalo cujas rédeas são entregues a um dos parentes do morto, que o leva até a tenda.  Quando o cavalo se aproxima da tenda, as pessoas começam a chorar e tocam uma música fúnebre com um instrumento chamado Chamariyone, parecido com o trompete, ao mesmo tempo que as mulheres cortam os cabelos. Estes rituais são semelhantes ao que é descrito em Shahnameh, na história da morte de Siavash. O ato de "cortar" neste ritual também é conhecido como kol.

## Gisuboran para Mahsa Amini
Durante os protestos nacionais do Irão em 2022, várias mulheres iranianas cortaram o cabelo num gesto simbólico para protestar contra a morte de Mahsa Amini, após ser presa pela polícia da moral e costumes. Alguns homens também o fizeram como forma de apoiar as mulheres.

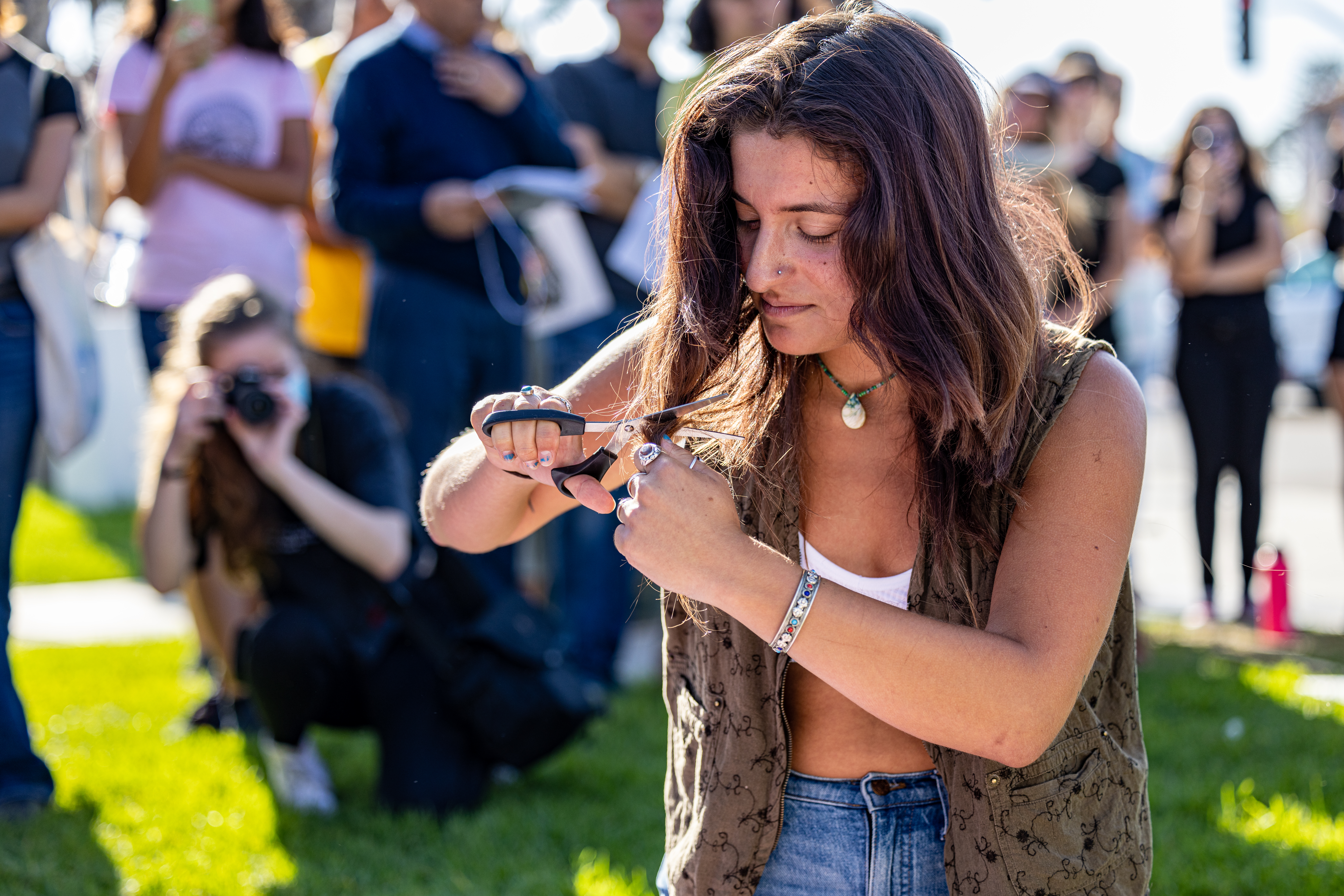
A prática de gisuboran num protesto em Santa Bárbara, Califórnia, após o assassinato de Mahsa Amini.

### Reação internacional
Os usuários do TikTok e de outras plataformas realizaram esse ritual como forma de solidariedade com as mulheres iranianas.
- Itália: AleXsandro Palombo, artista italiano, desenhou a personagem Marge Simpson de cabelo cortado na parede da Embaixada do Irão em Milão.[12][13] Os visitantes do Museu MAXXI em Roma cortaram fios de cabelo e colocaram-nos numa caixa para ser entregue à Embaixada do Irão em Roma, como símbolo de solidariedade às mulheres iranianas. "Elas precisam saber que não estão sozinhas", disse Giovanna Melandri, diretora do museu; "Eles devem saber que o que elas querem são direitos humanos básicos."[14]
- França: A atriz francesa Juliette Binoche, juntamente com dezenas de atrizes e cantoras francesas, cortaram o cabelo em apoio ao povo iraniano. Juliette Binoche, ao publicar o seu vídeo e de outros atores e atrizes a cortarem o cabelo,  escreveu na sua conta no Instagram: "Em solidariedade, pelo direito à liberdade dos homens e das mulheres iranianas". Isabelle Adjani, Jane Birkin, Charlotte Gainsbourg, Isabelle Hupert, Isabelle Carre, Barbara Pravi, Julie Gayet, Angel estão entre as artistas que aparecem neste vídeo ao pé de várias ativistas dos direitos das mulheres.[15]
- Síria: mulheres curdas sírias também cortaram o cabelo e queimaram os seus lenços em protesto contra a morte de Mahsa Amini.[16]
- Turquia: Melek Mosso, compositora turca e professora de música turca, cortou o cabelo em apoio às mulheres iranianas durante um concerto e frisou: "O concerto desta noite é dedicado às mulheres de todo o mundo. Ninguém pode tirar-nos a nossa liberdade."[17][18]

A BBC incluiu uma mulher desconhecida cortando o cabelo na sua lista de 100 mulheres em 2022.